# Podź
Podź (ros. Подзь) – osiedle w Rosji, w Republice Komi, w rejonie kojgorodzkim. W 2021 liczyło 795 mieszkańców.